# Тариха (департамент)
Тариха (исп. Tarija) — департамент Боливии.
Площадь — 37 623 км². Население — 522 339 жителей (2010). Административный центр — город Тариха, лежащий в одной из долин в центре департамента.

## История
До войны за независимость департамент входил в состав аргентинской провинции Сальта и с началом Майской революции Тариха одной из первых примкнула к ней. Во время Аргентино-бразильской войны, когда все силы и внимание Аргентинской конфедерации были сосредоточены в Ла-Платском регионе, вооружённые силы Боливии заняли провинцию Тариха. Трения по поводу принадлежности территории, а также поддержка боливийско-перуанским диктатором Санта-Крусом противников Росаса привели к войне в 1837 году, в которой Аргентина потерпела поражение. Окончательное решение вопроса о Тарихе было достигнуто 10 мая 1889 года в ходе переговоров между сторонами: Аргентина отказалась от претензий на Тариху, а Боливия отказалась от претензий на Пуна-де-Атакама, территорий, которые уже потеряла в пользу Чили по результатам Тихоокеанской войны..

## География
Департамент Тариха расположен на крайнем юге Боливии, его южная граница является также границей с соседней Аргентиной, а восточная граница — границей с Парагваем. Климат в департаменте — мягкий, тёплый.

## Население
Населяет его более 20 различных индейских народов; крупнейшей группой из них являются гуарани. За период с 1950 по 2010 год число его жителей увеличилось более чем в 5 раз.

## Экономика
Основным видом экономической деятельности является виноделие. В городе ежегодно проводится Фестиваль вина и сыра.

## Административное деление
Департамент Тариха разделяется на 6 провинций, которые названы именами выдающихся деятелей боливийской истории:
| № | Провинция                             | Административный центр    | Площадь, км² | Население, чел. (2010) |
| - | ------------------------------------- | ------------------------- | ------------ | ---------------------- |
| 1 | Анисето-Арсе (Aniceto Arce)           | Падкайя (Padcaya)         | 5205         | 60 811                 |
| 2 | Бурдет-О'Коннор (Burdet O’Connor)     | Энтре-Риос (Entre Ríos)   | 5309         | 21 375                 |
| 3 | Серкадо (Тариха) (Cercado)            | Тариха (Tarija)           | 2078         | 211 018                |
| 4 | Эустакио-Мендес (Eustaquio Méndez)    | Сан-Лоренсо (San Lorenzo) | 4861         | 34 211                 |
| 5 | Гран-Чако (Gran Chaco)                | Якуиба (Yacuiba)          | 17 428       | 175 998                |
| 6 | Хосе-Мария-Авилес (José María Avilés) | Уриондо (Uriondo)         | 2742         | 18 926                 |